# Thomas Henry Barkell
Thomas Henry Barkell (ur. 1892, zm. ?) – as lotnictwa australijskiego Royal Australian Air Force z 7 potwierdzonymi  zwycięstwami w I wojnie światowej.
Thomas Henry Barkell był mechanikiem samochodowym w Sydney w Australii.  W dniu 16 października 1916 zaciągnął się do Armii Australijskiej i został przyjęty do Royal Australian Air Force. Przydzielono go do No. 3 Squadron RAAF. W jednostce służył jako mechanik do początku 1918 roku.  Na początku 1918 roku przeszedł szkolenie z pilotażu, które ukończył 19 lipca 1918 roku i został skierowany do służby liniowej w No. 4 Squadron RAAF.
Pierwsze zwycięstwo powietrzne odniósł 7 września 1918 roku na samolocie Sopwith Camel.  22 września w okolicach Armentières zestrzelił dwa samoloty Fokker D.VII odnosząc swoje trzecie i czwarte zwycięstwo powietrzne. Tego samego dnia został ranny. Po odbyciu leczenia powrócił do jednostki w październiku 1918 roku. W tym czasie jednostka została częściowo przezbrojona w samoloty Sopwith Snipe. Barkell do końca wojny odniósł jeszcze 3 zwycięstwa. 9 października  w okolicach Douai zestrzelił niemiecki balon obserwacyjny, a 26 października w okolicach Tournai dwa Fokkery D.VII.
Po zakończeniu działań wojennych Berkell powrócił do Australii, do cywila odszedł 7 lutego 1919 roku. Później pracował jako pilot cywilny.